# Giuseppe Pasolini
Giuseppe Francesco Leonardo Apollinare Pasolini, II conte dall'Onda (Ravenna, 8 febbraio 1815 – Ravenna, 4 dicembre 1876), è stato un nobile e politico italiano.
Fu Presidente del Senato del Regno d'Italia. Nel 1848 fu Ministro del Commercio, Belle Arti e Agricoltura nel primo governo con componente laica dello Stato Pontificio, retto dal Cardinale Giuseppe Bofondi. Fu padre di Pier Desiderio Pasolini, anch'egli senatore.

## Biografia
Nato a Ravenna l'8 febbraio 1815, figlio del conte Pier Desiderio dall'Onda e da Amalia dei Conti di Santa Croce.
Giuseppe nacque alla fine del periodo napoleonico, ma già suo nonno Giuseppe (1733-1814) aveva coinvolto la famiglia nell'impresa di Bonaparte, anche grazie all'appoggio del cognato Antonio Codronchi, vescovo di Imola gradito a Napoleone. Il padre, all'epoca della sua nascita, era podestà di Ravenna. La madre, Amalia, morì quando Giuseppe aveva tre anni ed egli si formò quindi in prevalenza grazie al padre che risentì sempre di una certa nostalgia per il clima bonapartista.
Costretto ad abbandonare il collegio dei gesuiti di Reggio Emilia per motivi di salute, nel 1829, rientrò a Ravenna. Proseguì  studi più orientati all'agronomia sotto la guida del barone svizzero Elie Victor Benjamin Crud (Losanna, 1772 - Ginevra, 1845). Contemporaneamente coltivò le aspirazioni politiche del padre sostenendo il suo impegno militante durante i moti del 1830-31. Intraprese un grand tour in Italia, toccando la Toscana, Roma e Napoli, dove ebbe modo, tra il 1834 ed il 1835, di formarsi con l'esperto mineralogico Leopoldo Pilla e con lo zoologo Arcangelo Scacchi. A Firenze conobbe il marchese Gino Capponi ed il conte Luigi Guglielmo Cambray-Digny, di cui divenne amico. Dall'aprile del 1836 andò prima a Parigi, dove prese parte ad alcune sedute della camera dei deputati, ed in particolare a quella che discusse il caso del fallito attentato di Louis Alibaud contro re Luigi Filippo. Passò poi a Londra e in Belgio dove visitò la piana di Waterloo dove Napoleone era stato sconfitto. In Svizzera fu a Berna e Ginevra, scalando diverse cime e ghiacciai alpini, facendo poi tappa a Torino (dove conobbe e divenne amico di Alfonso La Marmora, allora giovane ufficiale d'artiglieria) e Mantova. Rientrato in patria, uno dei suoi primi incarichi pubblici fu quello di rendere omaggio per conto del comune di Ravenna al cardinale Luigi Amat di San Filippo e Sorso che nel novembre del 1837 era stato nominato dal pontefice nuovo legato per quella provincia.
Il coinvolgimento di Giuseppe Pasolini in politica sembrava ormai segnato e la sua posizione fu ulteriormente consolidata quando il 22 ottobre 1843 sposò Antonietta Bassi, nipote di Gabrio Casati, dalla quale ebbe quattro figli. Dopo un breve viaggio a Parigi, la coppia si stabilì a Imola, nella villa dei Codronchi, stringendo rapporti di amicizia con l'allora vescovo della città, Giovanni Maria Mastai Ferretti.

### Il ruolo nel governo dello Stato Pontificio
Quando il Mastai Ferretti divenne papa Pio IX, si ricordò dell'amico ravennate e lo convocò a Roma nominandolo, dall'agosto del 1847, dapprima membro della Consulta di Stato in rappresentanza della città di Ravenna e poi, dal febbraio del 1848, lo nominò nel gruppo di ministri laici che per la prima volta in quell'anno di rivoluzioni costituì un governo pontificio. Gli fu affidato il ministero del commercio, dell'agricoltura, dell'industria e delle belle arti. Su sua raccomandazione, entrò nel governo anche l'amico Marco Minghetti, ma entrambi si dimisero nel 1848 quando il papa ritirò il proprio appoggio militare ai rivoluzionari. Minghetti riparò in Piemonte presso Carlo Alberto di Savoia ma Pasolini rimase a Roma, consigliato dall'amico Diomede Pantaleoni, e fu vicepresidente dell'Alto Consiglio. Ebbe modo di dirigere la politica locale favorendo l'ascesa di Pellegrino Rossi, noto giurista ed ex ambasciatore in Francia dal passato murattiano. Quando Rossi fu assassinato il 15 novembre 1848, Pasolini si rifiutò di sostituirlo per frizioni con Pio IX che non era intenzionato a riprendere la guerra a favore dei rivoluzionari ma anzi si rifugiò a Gaeta. Per fedeltà al pontefice, ad ogni modo, lasciò Roma alla proclamazione della Repubblica Romana nel 1849 e riparò in Toscana dove, a Pisa, fu raggiunto dal suocero Paolo Bassi. Decise a quel punto di stabilirsi a Firenze dove acquistò la villa di Fonte all'Erta e la relativa tenuta.
Ripresi i contatti col Minghetti, Giuseppe Pasolini rimase a Firenze sino al 1855 quando Pio IX decise di convocarlo nuovamente a Roma nel tentativo di vincere le diffidenze che avevano portato il conte ravennate ad allontanarsi dal governo della città.

### La seconda guerra d'indipendenza
Alla fine del 1857, venne nominato gonfaloniere di Ravenna, ma nel contempo iniziò ad avvicinarsi sempre più alla figura di Camillo Benso, conte di Cavour, che a suo tempo aveva conosciuto a Torino tramite il La Marmora e a lasciarsi tentare dalla soluzione prevista dai Savoia per l'Italia. Nel 1859, dunque, appoggiò la seconda guerra d'indipendenza, ma rifiutò categoricamente la dittatura di Parma e Piacenza offertagli per un periodo limitato dall'amico Luigi Carlo Farini. Rivolse il suo impegno a favorire il commercio di cui a suo tempo era stato ministro, contribuendo all'abolizione delle dogane interne agli stati col processo di unificazione e propugnò la costruzione di una ferrovia che collegasse le Romagne e la Toscana al Piemonte.

### Senatore e ministro del Regno d'Italia
Nel marzo 1860, Vittorio Emanuele II lo nominò senatore e nell'autunno di quello stesso anno venne nominato governatore provvisorio della città di Milano, sostituendo Massimo d'Azeglio. Nel 1862 e nel 1863 venne nominato prefetto a Torino e nel 1866 fu primo commissario regio a Venezia. Gli venne proposto di formare un nuovo governo come primo ministro alla caduta di Urbano Rattazzi, ma preferì rimanere in disparte, aderendo invece al governo Farini come ministro degli esteri dal dicembre del 1862 al marzo del 1863. Durante questo delicato periodo, si preoccupò di stabilire dei trattati commerciali con la Francia di Napoleone III e con l'Inghilterra di John Russell, I conte di Russell, suoi amici personali.
In senato si dichiarò favorevole allo spostamento della capitale da Torino a Firenze, ma dopo tale atto decise di ritirarsi dalla vita pubblica.

### Gli ultimi anni
Negli ultimi anni, dopo la morte prima del figlio Enea nel 1869 e poi della moglie nel 1873, si dedicò ampiamente allo studio delle sacre scritture. Dopo aver trascorso l'autunno del 1874 a Varese dove il figlio Pier Desiderio aveva sposato Maria Ponti, figlia della dinastia di ricchi industriali, tornò a Ravenna dove nel 1876 si sposò anche la figlia Angelica col conte Giuseppe Rasponi dalle Teste. Su pressioni del nuovo sovrano Umberto I e del cugino Giovanni Codronchi, segretario generale del ministero dell'Interno, Pasolini accettò la presidenza del senato del Regno d'Italia, rimanendo in carica dal 6 marzo 1876 sino all'ascesa della Sinistra storica.
Andò un'ultima volta a Londra nell'estate del 1876 e nell'autunno a Sanremo per registrare l'atto di morte della principessa Maria Vittoria dal Pozzo della Cisterna, ex duchessa d'Aosta ed ex regina di Spagna, prendendo poi parte alle sue esequie presso la Basilica di Superga a Torino. Al ritorno da questo viaggio, morì a Ravenna il 4 dicembre 1876.

## Matrimonio e figli
Giuseppe Pasolini sposò a Milano, il 22 ottobre 1843, Antonietta Bassi figlia del conte Paolo e di sua moglie, la contessa Elisabetta Cavazzi della Somaglia. La coppia ebbe i seguenti figli:
- Pier Desiderio (1844-1920), III conte dall'Onda, sposò Maria Ponti
- Enea (1846-1869), ufficiale d'esercito, morì celibe
- Amalia (1847-1848)
- Angelica (1854-?), sposò il conte Giuseppe Rasponi delle Teste

## Ascendenza
|                                              |                            |                                  | Genitori                              |  |  | Nonni |  |  | Bisnonni                  |  |  | Trisnonni         |  |
|                                              |                            |                                  |                                       |  |  |       |  |  | Pietro Desiderio Pasolini |  |  | Girolamo Pasolini |  |
|                                              |                            |                                  |                                       |  |  |       |  |  | Pietro Desiderio Pasolini |  |  | Girolamo Pasolini |  |
|                                              |                            | Costanza Gomez                   |                                       |  |  |       |  |  | Pietro Desiderio Pasolini |  |  |                   |  |
| Giuseppe Pasolini                            |                            |                                  |                                       |  |  |       |  |  | Pietro Desiderio Pasolini |  |  |                   |  |
|                                              |                            | Anna Cecilia Abbati              | …                                     |  |  |       |  |  |                           |  |  |                   |  |
|                                              |                            | Anna Cecilia Abbati              | …                                     |  |  |       |  |  |                           |  |  |                   |  |
|                                              |                            | Anna Cecilia Abbati              | …                                     |  |  |       |  |  |                           |  |  |                   |  |
| Pietro Desiderio Pasolini, I conte dell'Onda |                            | Anna Cecilia Abbati              |                                       |  |  |       |  |  |                           |  |  |                   |  |
|                                              |                            | Innocenzo Codronchi, conte       | Carlo Filippo Codronchi, conte        |  |  |       |  |  |                           |  |  |                   |  |
|                                              |                            | Innocenzo Codronchi, conte       | Carlo Filippo Codronchi, conte        |  |  |       |  |  |                           |  |  |                   |  |
|                                              |                            | Innocenzo Codronchi, conte       | Geltrude dei marchesi Grassi Pallotta |  |  |       |  |  |                           |  |  |                   |  |
| Teresa dei conti Codronchi                   |                            | Innocenzo Codronchi, conte       |                                       |  |  |       |  |  |                           |  |  |                   |  |
|                                              |                            | Giulia dei conti Stivivi         | Pietro Stivivi, conte                 |  |  |       |  |  |                           |  |  |                   |  |
|                                              |                            | Giulia dei conti Stivivi         | Pietro Stivivi, conte                 |  |  |       |  |  |                           |  |  |                   |  |
|                                              |                            | Giulia dei conti Stivivi         | Francesca dei conti Martinelli        |  |  |       |  |  |                           |  |  |                   |  |
| Giuseppe Pasolini, II conte dall'Onda        |                            | Giulia dei conti Stivivi         |                                       |  |  |       |  |  |                           |  |  |                   |  |
|                                              | Giuseppe Santacroce, conte | Aloisio Santacroce, conte        |                                       |  |  |       |  |  |                           |  |  |                   |  |
|                                              | Giuseppe Santacroce, conte | Aloisio Santacroce, conte        |                                       |  |  |       |  |  |                           |  |  |                   |  |
|                                              | Giuseppe Santacroce, conte | Agnese Pignatti                  |                                       |  |  |       |  |  |                           |  |  |                   |  |
| Gio. Francesco Santacroce, conte             | Giuseppe Santacroce, conte |                                  |                                       |  |  |       |  |  |                           |  |  |                   |  |
|                                              |                            | Giulia dei conti della Volpe     | Gio. Francesco della Volpe, conte     |  |  |       |  |  |                           |  |  |                   |  |
|                                              |                            | Giulia dei conti della Volpe     | Gio. Francesco della Volpe, conte     |  |  |       |  |  |                           |  |  |                   |  |
|                                              |                            | Giulia dei conti della Volpe     | Anna Maria dei conti Ettorri          |  |  |       |  |  |                           |  |  |                   |  |
| Amalia dei conti Santacroce                  |                            | Giulia dei conti della Volpe     |                                       |  |  |       |  |  |                           |  |  |                   |  |
|                                              |                            | Gio. Battista della Volpe, conte | Gio. Francesco della Volpe, conte     |  |  |       |  |  |                           |  |  |                   |  |
|                                              |                            | Gio. Battista della Volpe, conte | Gio. Francesco della Volpe, conte     |  |  |       |  |  |                           |  |  |                   |  |
|                                              |                            | Gio. Battista della Volpe, conte | Anna Maria dei conti Ettorri          |  |  |       |  |  |                           |  |  |                   |  |
| Livia dei conti della Volpe                  |                            | Gio. Battista della Volpe, conte |                                       |  |  |       |  |  |                           |  |  |                   |  |
|                                              |                            | Lavinia dei conti Macchirelli    | Gio. Giorgio Macchirelli, conte       |  |  |       |  |  |                           |  |  |                   |  |
|                                              |                            | Lavinia dei conti Macchirelli    | Gio. Giorgio Macchirelli, conte       |  |  |       |  |  |                           |  |  |                   |  |
|                                              |                            | Lavinia dei conti Macchirelli    | Vittoria degli Abbati Olivieri        |  |  |       |  |  |                           |  |  |                   |  |
|                                              |                            | Lavinia dei conti Macchirelli    |                                       |  |  |       |  |  |                           |  |  |                   |  |